# Isidoros af Tadmor
Isidoros af Tadmor är ett drama av Carl Jonas Love Almqvist. Det ingår i band I av den så kallade imperialoktavupplagan av Törnrosens bok, vilket utkom 1839. Pjäsen får sin fortsättning i Marjam. Handlingen är förlagd i Tadmor ”kort efter Kristi död”, och handlar om hierofanten Isidoros. Bland personerna i dramat är två ur kristendomens tidiga historia: ”Jochanan”, det vill säga aposteln Johannes, samt ”Simon Jona”, det vill säga Petrus.